# Полет 508 на LANSA
Полет 508 на LANSA е редовен вътрешен пътнически полет на перуанската авиокомпания LANSA. На 24 декември 1971 г. турбовитловият самолет „Локхийд L-188 Електра“, който изпълнява полета, се разбива заради гръмотевична буря по пътя от Лима до Пукалпа в Перу, като по този начин убива 91 души – 6 членове от екипажа и 85 от 86-те пътници на борда. Това е най-смъртоносната катастрофа с мълния в историята на авиацията, четвъртата най-тежка катастрофа през 1971 г. и вторият най-тежък инцидент на този тип самолет по това време.
Единствената оцеляла е 17-годишната Джулиан Кьопке, която, докато е закопчана за стола си, пада от 3000 м височина в тропическите гори на Амазонка. Тя оцелява след падането и е със счупена ключица, дълбока рана на дясната ръка, нараняване на окото и мозъчно сътресение. Джулиан успява да ходи през гъстата джунгла на Амазонка в продължение на 10 дни и намира подслон в колиба. Местни дървосекачи я намират и я откарват с кану обратно в цивилизацията. По-късно е установено, че още 14 пътници оцелеляват при катастрофата, но умират в очакване на спасяване.
„Локхийд L-188 Електра“ е последният самолет на LANSA; компанията губи разрешителното си за работа 11 дни по-късно. Някои доказателства показват, че екипажът решава да продължи полета въпреки опасното време пред него, очевидно поради натиск да спази празничния график. Перуанските следователи посочват „умишлен полет при опасни метеорологични условия“ като причина за катастрофата.